# 사도 공항
사도 공항(일본어: 佐渡空港, 영어: Sado Airport, IATA: SDS, ICAO: RJSD)은 일본 니가타현 사도가섬에 위치한 공항이다.

## 역사
1959년 사도도와 니가타 공항을 연결하는 여객 노선을 위해 착륙장으로 개항하였으며, 1971년 보다 광범위한 일반 항공 서비스가 가능하도록 확장되었다. 사도공항 왕복 운행이 2014년 4월부터 무기한 중단됐다. 신일본항공은 과거에도 다른 예정된 운영자들이 공항을 운행한 적은 있지만, 공항이 폐쇄될 때까지 예정된 서비스를 제공했다. 교쿠신 항공은 사도~니가타 노선을 2008년 9월까지 운영하였다.
사도공항은 2015년 11월 도쿄 (하네다), 오사카 (이타미) 등 추가 목적지와 함께 여객 노선을 위해 2015년 12월부터 활주로를 2000m까지 연장한다고 발표했다.

## 같이 보기
- 일본의 공항 목록